# Óscar José Cruz
Óscar José Cruz González (Montevideo, 4 de abril de 2002) es un futbolista uruguayo que juega como delantero en el Centro Atlético Fénix de la Primera División de Uruguay.
Cruz es el máximo goleador en la historia de las formativas de Peñarol, realizó 159 goles en 183 partidos.

## Trayectoria

### Inicios
Óscar José Cruz González hizo Baby Fútbol en el club Siete Estrellas, de Piedras Blancas. Llegó a Peñarol a los 12 años, de la mano de Alfredo Pintos y Juan Ahuntchain. En su primer año, en Séptima, ya fue goleador del torneo. Después fue campeón en sub-15 y dos veces en sub-19.

### Libertadores Sub-20
En 2022 disputó la Copa Libertadores Sub-20, donde logró una histórica coronación en Ecuador. En tal torneo, Cruz logró convertir 3 goles en 4 partidos. Posteriormente disputaría la final de la Copa Intercontinental Sub-20 frente a Benfica, donde caerían por 1-0.

### Debut
La primera vez que el jugador fue citado en el plantel principal de Peñarol fue en 2022, donde fue suplente en el partido frente a Albion y Rentistas, el 23 y 27 de julio, respectivamente. Para la pretemporada 2023 del plantel de primera Óscar fue nuevamente tenido en cuenta; ingresó en 2 partidos, sumando 42 minutos y una asistencia.
Debutó oficialmente en Peñarol el 4 de febrero de 2023 en la victoria frente a Cerro, ingresando a los 84' por Matías Arezo.

## Estadísticas

### Clubes
| Club                    | Div.          | Temporada     | Liga  | Liga  | Liga   | Copas nacionales | Copas nacionales | Copas nacionales | Copas internacionales | Copas internacionales | Copas internacionales | Total | Total | Total  |
| Club                    | Div.          | Temporada     | Part. | Goles | Asist. | Part.            | Goles            | Asist.           | Part.                 | Goles                 | Asist.                | Part. | Goles | Asist. |
| ----------------------- | ------------- | ------------- | ----- | ----- | ------ | ---------------- | ---------------- | ---------------- | --------------------- | --------------------- | --------------------- | ----- | ----- | ------ |
| C. A. Peñarol · Uruguay | 1.ª           | 2022          | 0     | 0     | 0      | 0                | 0                | 0                | 0                     | 0                     | 0                     | 0     | 0     | 0      |
| C. A. Peñarol · Uruguay | 1.ª           | 2023          | 6     | 0     | 1      | 0                | 0                | 0                | 1                     | 0                     | 0                     | 3     | 0     | 1      |
| C. A. Peñarol · Uruguay | Total club    | Total club    | 6     | 0     | 1      | 0                | 0                | 0                | 1                     | 0                     | 0                     | 7     | 0     | 1      |
| C.A. Fénix · Uruguay    | 1.ª           | 2022          | 0     | 0     | 0      | 0                | 0                | 0                | -                     | -                     | -                     | 0     | 0     | 0      |
| C.A. Fénix · Uruguay    | Total club    | Total club    | 0     | 0     | 0      | 0                | 0                | 0                | -                     | -                     | -                     | 0     | 0     | 0      |
| Total carrera           | Total carrera | Total carrera | 6     | 0     | 1      | 0                | 0                | 0                | 1                     | 0                     | 0                     | 7     | 0     | 1      |

- Actualizado al último partido disputado el 12 de marzo de 2023.

## Palmarés

### Títulos nacionales
| Título          | Club          | País    | Año  |
| --------------- | ------------- | ------- | ---- |
| Torneo Apertura | C. A. Peñarol | Uruguay | 2023 |

### Títulos internacionales
| Título                   | Club           | País    | Año  |
| ------------------------ | -------------- | ------- | ---- |
| Copa Libertadores Sub-20 | Peñarol sub-20 | Uruguay | 2022 |